# Mâchon
Il mâchon è un ristorante dove è servito il tipico spuntino (anche chiamato mâchon) lionese. 
Di solito, è un pasto conviviale consumato al  mattino che è composto di salumi o di trippa abbinato con vini locali. La parola mâchon deriva dal verbo masticare (mâcher in francese).
Il mâchon fa parte del patrimonio gastronomico lionese. Una fratellanza culinaria, i "Francs-Mâchons", contribuisce al suo sviluppo e reputazione.